# Halıköy, Kadışehri
Halıköy là một thị trấn thuộc huyện Kadışehri, tỉnh Yozgat, Thổ Nhĩ Kỳ. Dân số thời điểm năm 2010 là 1.409 người.